# Horisme caliginosa
Horisme caliginosa är en fjärilsart som beskrevs av W. Warren 1907. Horisme caliginosa ingår i släktet Horisme och familjen mätare. Inga underarter finns listade i Catalogue of Life.